# Ертогрул
Ертогрул або Ертугрул (араб. أرطغل, тур. Ertuğrul, Ertuğrul Gazi, 1191 або 1198–1281) – вождь огузького племені кайи, батько засновника Османської імперії Османа I. Правив у 1227–1281 роках. син Сулейман Шаха, вождя огузького племені кайи. Однак, знайдені монети його сина — Османа, довели що батьком Ертогрула був Сулейман Шах, а не Гюндюз Альп а матір'ю  Хайме-хатун. Рятуючи свою невелику орду (400—500 шатрів) від монгольського знищення, вивів її до Анатолії.
На чолі загону з 400 вершників Ертогрул став на військову службу до Сельджуків. Румський султан Кай-Кубад I надав його орді для кочування землі у Фригії на візантійському кордоні, біля Анкари. За ім'ям його сина й наступника Османа ця гілка тюрків-огузів, етнічно споріднена тюркам-сельджукам, набула назви османів.
В правління Ертурула починається поступове посилення кайи. Після смерті Ертогрула 1281 року влада перейшла до його сина Османа I, засновника Османської династії, першого монарха Османської імперії. Але у багатьох істориків виникають сумніви, щодо родинних зв'язків Ертогрула та Османа. Одна з причини — різниця у віці, яка не характерна для батька і сина.

## Біографія
Біографія Ертогрула легендарна. Він не згадується ні в одному сучасному йому джерелі. З османських джерел найраніший дійшов до нас — Хроніка будинку Османів (Тева-ріх-і аль-і Осман) Ашик Паша-оглу, розпочата в 1476 році (через два століття після смерті Ертогрула).
Першим османським літописцем був Яхши Факіх 1413 року почав писати хроніку). Ним складена хроніка Османської історії від Османа I (1299—1324 роки) до Баязида I Блискавичного (1389—1402 роки), яка називалася «Опису подвигів будинку Османов до Йилдирим-хана». Оригіналу цієї хроніки не виявлено. Вважається, що хроніка Яхши Факіха майже дослівно увійшла в праці пізніших турецьких літописців.
Єдиним речовим доказом існування Ертогрула як історичної особи є дві монети з написами «Відкарбована Османом, сином Ертогрула» і «Відкарбована Османом, сином Ертогрула, сином Гюндюз Альпа». Дана монета зберігається в колекціях музею Топкапи. Дата смерті Ертогрула вказується різними джерелами як 1281/82 або 1288 роки.

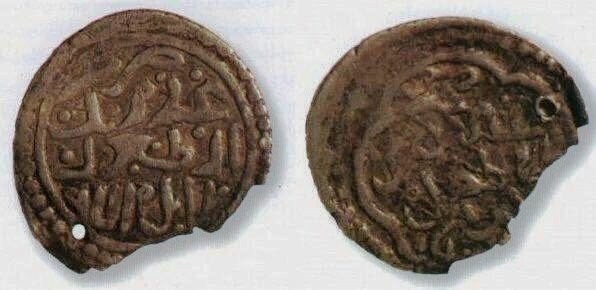
Монета, яка підтверджує існування Ертогрула

Обидві дати легендарні, але останнім часом офіційно визнана перша. Також легенди свідчать, що Ертогрул помер у віці 80-90 років. Ільбер Ортайли (відомий дослідник історії Османської імперії) вказує, що Ертогрул прожив 93 роки.
Турецька історична традиція говорить, що Алаеддін Кей-Кубада віддав Ертогрулу удж (окраїнна область султанату) у спадок. Всі османські джерела переказують цю легенду в різних варіантах. Відповідно до одного з них, частина племені кайи прийшли до Анатолії із Середньої Азії, де проводирі кайи деякий час перебували на службі у правителів Хорезма. Невеликий підрозділ кайи (400—500 шатрів) на чолі з Ертогрулом, рятуючись від набігів монголів, вирушило у володіння сельджукского султана Алаеддіна Кей-Кубада і звернулося до нього за заступництвом. Згідно з іншим, відкочувавши в Малу Азію, Ертогрул зі своїм загоном воїнів виявився на полі бою двох невідомих йому загонів воїнів.
Порадившись зі своїми людьми, Ертогрул став на бік Кей-Кубада, тим самим змінивши співвідношення сил і забезпечивши їм перемогу. Це були війська султана Алаеддіна Кей-Кубада, що билися з загоном монголів. Земельний наділ був нагородою Ертогрула від султана. При цьому Ертогрул дав зобов'язання відбивати напади Візантії, яка прагнула повернути ці землі, що раніше належали їй. Нешрі вказує, що це могла бути Битва при Ерзінджані 1230 року, де туркменські племена допомогли Алаеддіну здобути перемогу над хорезмшахів Джелаладдін, можливо також, що в 1231/32 році загін Ертогрула захопив для Алаеддіна Афьон-Карахісар. Про походи Алаеддіна є інформація в візантійських джерелах і в ібн Назіфа (Сирія).

Тамга племені Кайи

Точно не відомо, який за розміром був цей удж. Відомо тільки, що ці землі розташовувалися неподалік від Ескішехір. Можна вважати, що удж мав у своєму складі околиці міста Сьогут і пасовища в горах Доманич. Вони стали основою бейлика, який зараз називається Османський або Османогулари.
Удж Ертогрула межував з візантійськими землями (Нікейською імперією), що давало можливість здійснювати набіги для збагачення на землі християн. Ця можливість залучала в загони Ертогрула шукачів видобутку. Коли в другій половині XIII століття правителі інших анатолійських бейликів, прагнучи збільшити свої землі, воювали між собою, воїни Ертогрула (а потім і Османа) виглядали борцями за віру.
Крім того, населення околиць Візантійської імперії було невдоволене податковою політикою Константинополя, що полегшувало захоплення земель. Точний розмір і межі земель, які перебували під контролем Ертогрула до моменту його смерті, невідомі.
Посиленню Кайа і розширенню території бейлика сприяла боротьба Конійського султанату з монголами. Алаеддін платив їм данину з 1236 року, а в 1243 році в битві при Кьосе-Дазі новий султан, Кей-Хосров II, зазнав нищівної поразки. Кайа теж були змушені погодитися платити данину монголам..
Після смерті Ертогрула влада перейшла до його сина, Осману I, засновника Османської династії і першого монарха Османської держави.

## Галерея

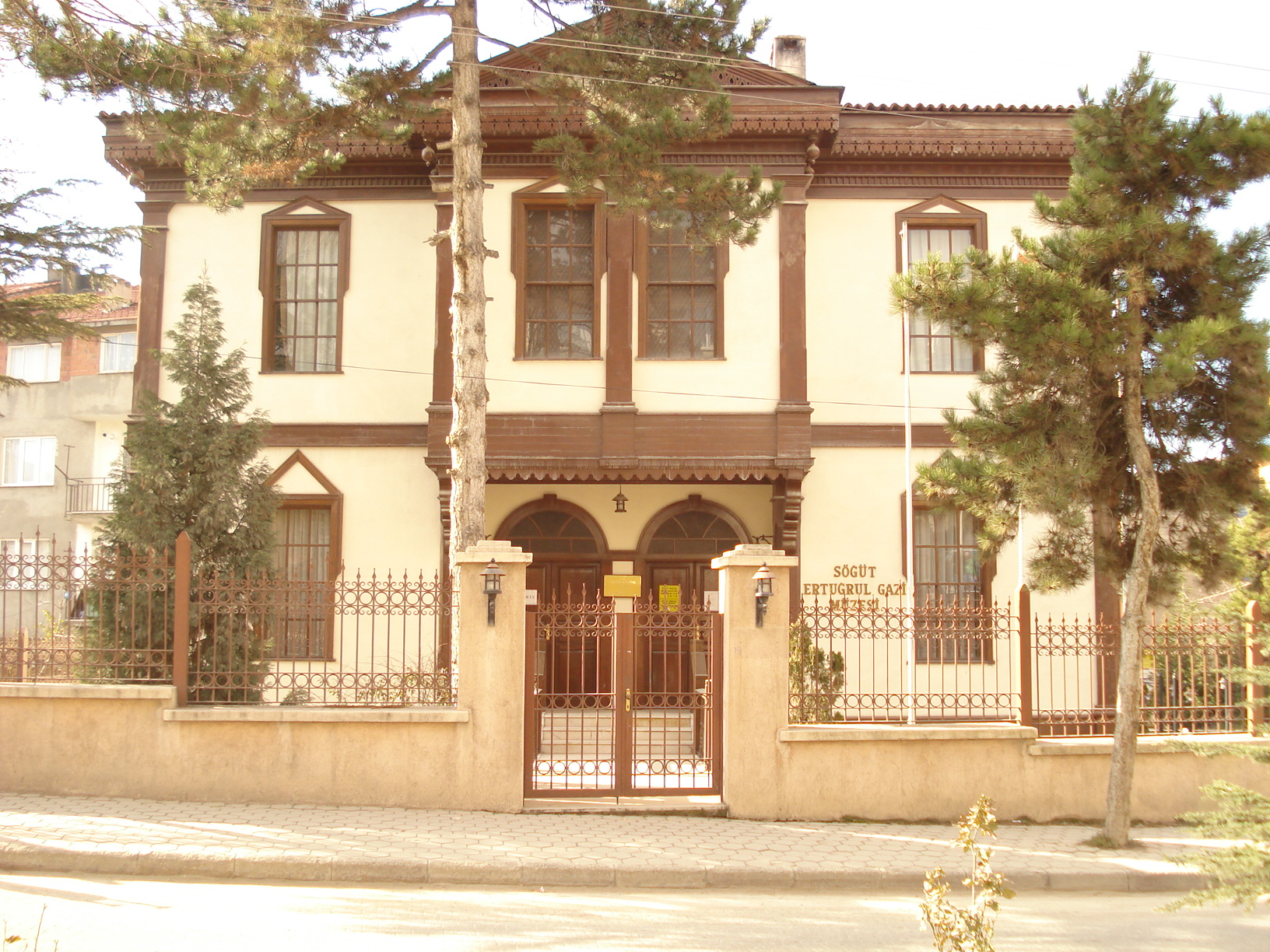
Музей Ертогрула в Сьогуті
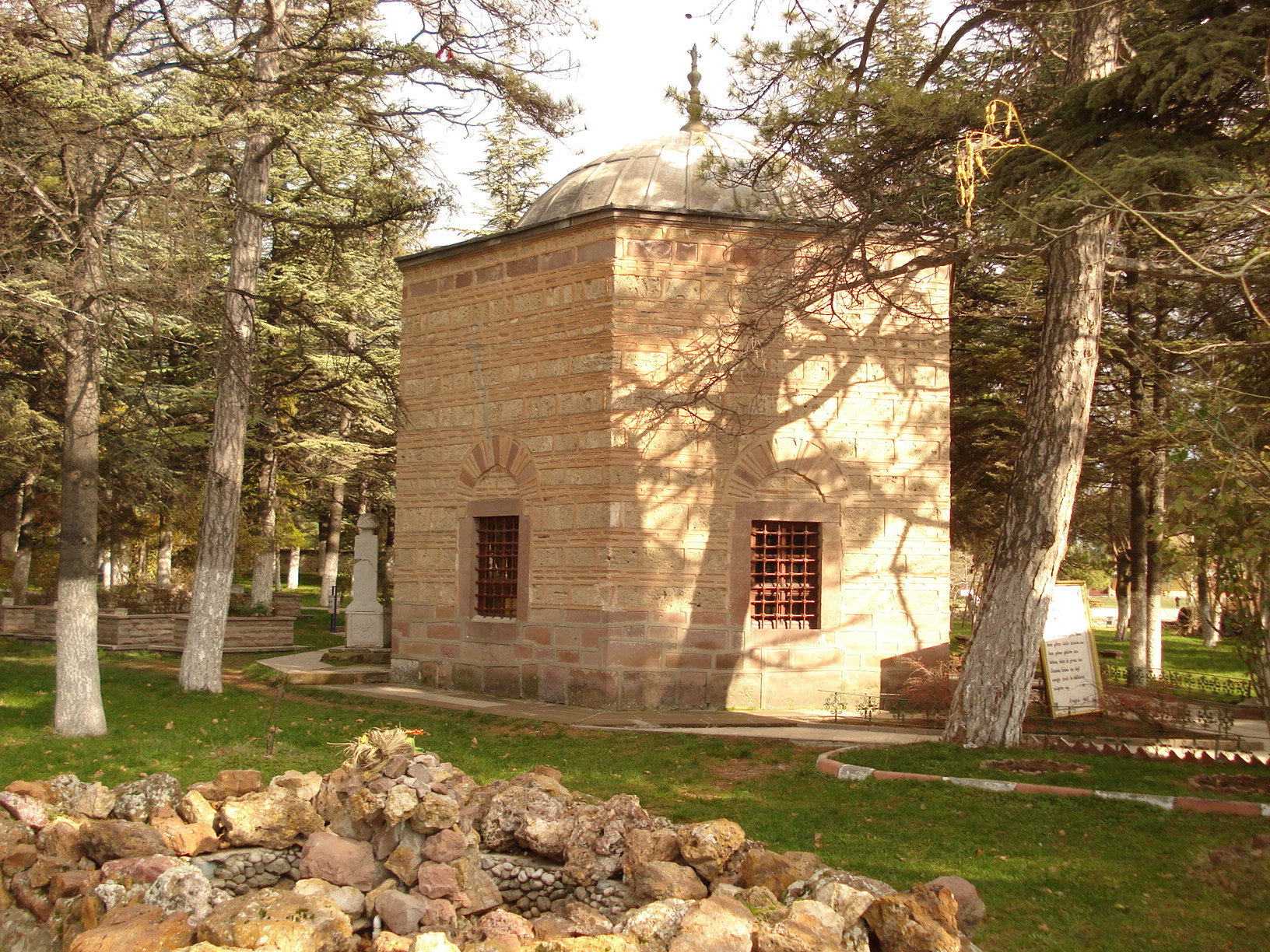
Тюрбе Ертогрула в Сьогуті
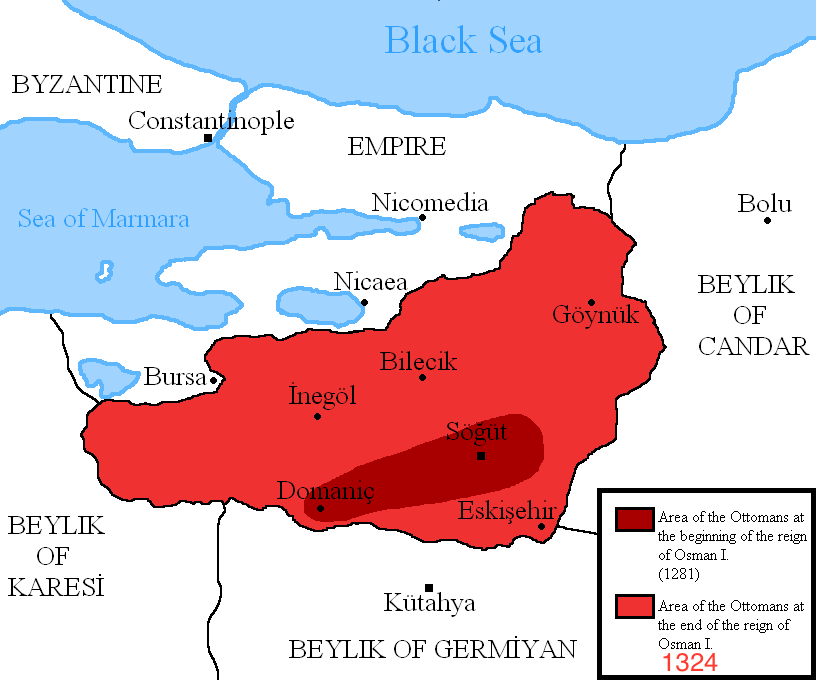
Територія земель, які підконтрольні нащадкам Ертогрула після його смерті.
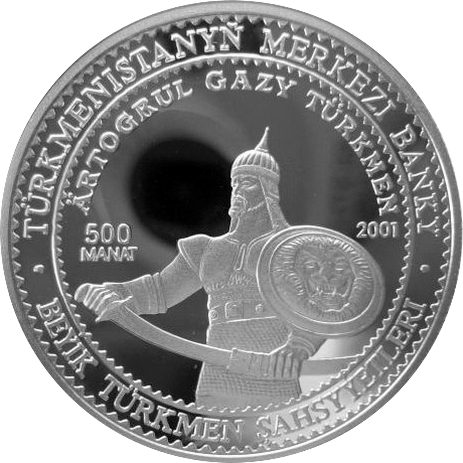
Зображення Ертогрула на туркменській монеті

## Пам'ять
Для тюркських народів постать Ертогрула є визначною. У багатьох містах Туреччини, Киргистану, Азербайджану встановлені пам'ятники, монументи, стели. Туркменська республіка на своїх монетах зображує Ертогрула. Турецький кінематограф теж вирішив долучитись до поширення у світі людини-легенди й зняли серіал «Відродження: Ертугрул», який є дуже популярним у багатьох країнах світу, не тільки у тюркських.